# الوفاشی (دیهالو اتال)
الوفاشی (دیهالو اتال) (به لاتین: Aloofushi (Dhaalu Atoll)) یک جزیره در مالدیو است.

## خصوصیات
الوفاشی ۰ نفر جمعیت دارد.